# Torneo de Florianópolis 2014
El Brasil Tennis Cup 2014 fue un evento de tenis WTA International en la rama femenina. Se disputó en Florianópolis (Brasil), en canchas de Tierra Bátida al aire libre, haciendo parte de un conjunto de eventos que hacen de antesala a los torneos de gira norteamericana de cemento, entre el 24 de febrero y 3 de marzo de 2014 en los cuadros principales femeninos, pero la etapa de clasificación se disputó desde el 22 de febrero.

## Cabezas de serie

### Individuales femeninos
| Tenista                 | Ranking | Preclasificada |
| Carla Suárez Navarro    | 16      | 1              |
| Garbiñe Muguruza        | 34      | 2              |
| Klára Zakopalová        | 35      | 3              |
| Francesca Schiavone     | 43      | 4              |
| Monica Niculescu        | 53      | 5              |
| Alexandra Cadanțu       | 60      | 6              |
| María Teresa Torró Flor | 63      | 7              |
| Paula Ormaechea         | 65      | 8              |

### Dobles femeninos
| Tenista                                    | Ranking | Preclasificada |
| Vania King Barbora Záhlavová-Strýcová      | 81      | 1              |
| Monica Niculescu Klára Zakopalová          | 84      | 2              |
| Anabel Medina Garrigues Yaroslava Shvedova | 89      | 3              |
| Darija Jurak Andreja Klepač                | 119     | 4              |

## Campeonas

### Individuales femeninos
Klára Zakopalová venció a  Garbiñe Muguruza por 4-6, 7-5, 6-0

### Dobles femenino
Anabel Medina Garrigues /  Yaroslava Shvedova vencieron a  Francesca Schiavone /  Silvia Soler Espinosa por 7-6(1), 2-6, [10-3]